# Mallotus poilanei
Mallotus poilanei är en törelväxtart som beskrevs av François Gagnepain. Mallotus poilanei ingår i släktet Mallotus och familjen törelväxter. Inga underarter finns listade i Catalogue of Life.